# Jan Jargoń
Jan Jargoń (ur. 23 czerwca 1928 w Pawłowie, zm. 31 października 1995 w Krakowie) – organista i kompozytor.

## Życiorys
Naukę muzyki rozpoczął w Średniej Szkole Muzycznej w Zabrzu. W latach 1947–1952 studiował grę na organach w klasie Bronisława Rutkowskiego, a od 1950 do 1956 kompozycję pod kierunkiem Stanisława Wiechowicza w Państwowej Wyższej Szkole Muzycznej w Krakowie. Jako student w 1950 uzyskał I nagrodę na Ogólnopolskim Konkursie Bachowskim w Poznaniu. Od 1948 do 1951 uczył w Państwowej Średniej Szkole Muzycznej w Bytomiu, a od 1954 w Państwowym Liceum Muzycznym w Krakowie. W 1956 rozpoczął działalność pedagogiczną w Katedrze Organów Państwowej Wyższej Szkoły Muzycznej w Krakowie. Tam pełnił kolejno funkcje prodziekana Wydziału Wychowania Muzycznego (1966-1969), dziekana Wydziału Instrumentalnego (1969-1972) oraz prorektora (1972-1975). W 1976 objął funkcję kierownika Katedry Organów i pełnił ją aż do śmierci. W 1981 uzyskał tytuł profesora nadzwyczajnego, a w 1987 profesora zwyczajnego. W latach 1973–1976 i 1979-1982 był członkiem Rady Wyższej Ministerstwa Kultury i Sztuki, a także członkiem Archidiecezjalnej Komisji ds. Muzyki Kościelnej przy Kurii Metropolitalnej w Krakowie, działając przez szereg lat w podkomisji do spraw budowy organów.
Od 2004 r. w Krakowie corocznie odbywają się Zaduszki Organowe im. prof. Jana Jargonia

## Koncerty
Koncertował m.in. w Austrii, Bułgarii, Czechosłowacji, Danii, Francji, Hiszpanii, Holandii, Niemczech i na Węgrzech. Brał też aktywny udział w różnych międzynarodowych festiwalach i konkursach muzycznych poświęconych twórczości organowej (im. Johanna Sebastiana Bacha w Lipsku oraz Norymberdze i Pradze), a także w wielu nagraniach płytowych i radiowo-telewizyjnych w kraju i za granicą. W 1971 stał się inicjatorem i współorganizatorem Pracowni Konserwacji Zabytkowych Organów przy krakowskim oddziale PKZ. Jako jej stały konsultant naukowy współpracował przy renowacji kilkunastu obiektów, wśród których znajdowały się najcenniejsze polskie zabytkowe organy w Kazimierzu Dolnym nad Wisłą, Olkuszu, Jędrzejowie). Przy jego udziale i konsultacji dokonano szeregu renowacji zabytkowych instrumentów istniejących w kościołach krakowskich (m.in. Kościół św. Mikołaja w Krakowie, Ojców Paulinów na Skałce, bazylice Mariackiej oraz Ojców Karmelitów na Piasku). Był także autorem wielu projektów założeń brzmieniowych nowo budowanych organów (m.in. w Filharmonii Krakowskiej, krakowskiej Akademii Muzycznej).

## Nagrody
- Nagroda Ministra Kultury i Sztuki I i II stopnia (1971, 1974, 1982)
- Krzyż Kawalerski Orderu Odrodzenia Polski (1973)
- Nagroda Miasta Krakowa (1974)
- tytuł Zasłużonego Nauczyciela PRL (1985).

## Kompozycje
- Introdukcja. Passacaglia na organy (1953),
- Kantata "Śląsk" na głosy solowe, chór i orkiestrę (1954-1955),
- Koncert barokowy na organy i orkiestrę (1955),
- Sonata na skrzypce i fortepian (1958),
- Pieśni na sopran i fortepian (1959),
- Triptychon per organo (1963)